# Johan Huijsen
Johannes Maria Petrus Antonius (Johan) Huijsen (Hoorn, 29 juni 1877 - Vlaardingen, 21 september 1959) was een Nederlands fotograaf die in het Nederlandse picturalisme een belangrijke rol speelde.
Huijsen vervaardigde onder meer kooldrukken en gomdrukken en afdrukken op zijde.
In 1907 richtte Johan Huijsen samen met Adriaan Boer en Ernst A. Loeb de Nederlandsche Club voor Fotokunst (NCvFK) op.
Daarnaast was hij lid van verschillende verenigingen: de AFV, de NFK en de NFVP.
Huijsen deed bestuurswerk, gaf voordrachten en nam plaats in diverse jury's, zoals de jury van de internationale fototentoonstelling in het Stedelijk Museum in Amsterdam in 1908.
Huijsen was ook een van de bestuursleden van het comité 'Vereeniging tot vorming eener collectie fotografieën in het Museum van Kunstnijverheid te Haarlem', dat zich tot doel stelde in een bestaand museum in Haarlem een fotografisch museum op te richten. 
In 1936 was hij degene die de daartoe gevormde Haarlemse collectie aan de BNAFV (Bond van Nederlandsche Amateur Fotografen Vereenigingen) overdroeg, die in 1953 werd ondergebracht bij het Leids Prentenkabinet, nu onderdeel van de universiteitsbibliotheek van Universiteit Leiden.

## Enkele foto's van Johan Huijsen

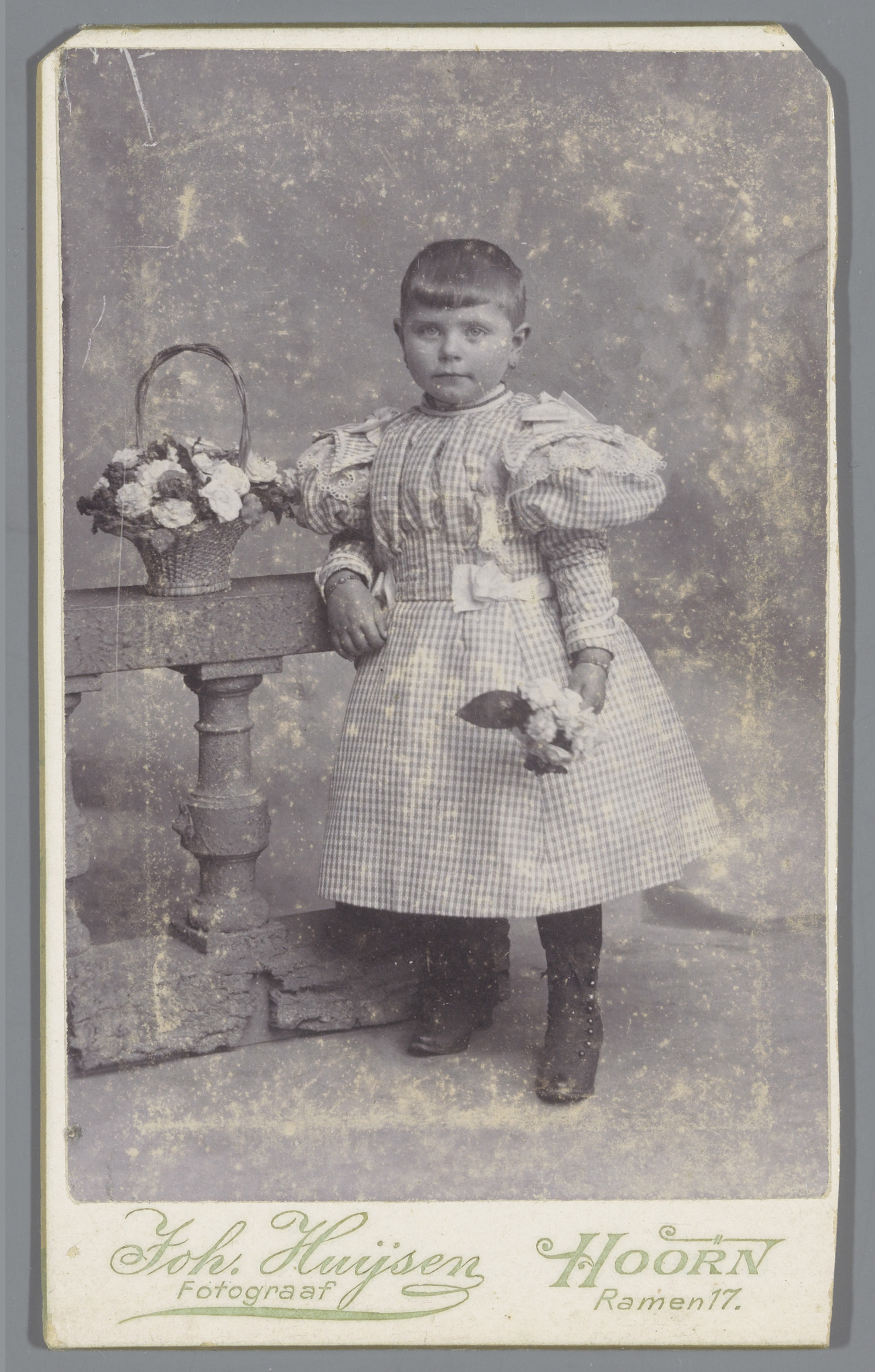
Iefje Kramer (met beeldmerk van Huijsen)
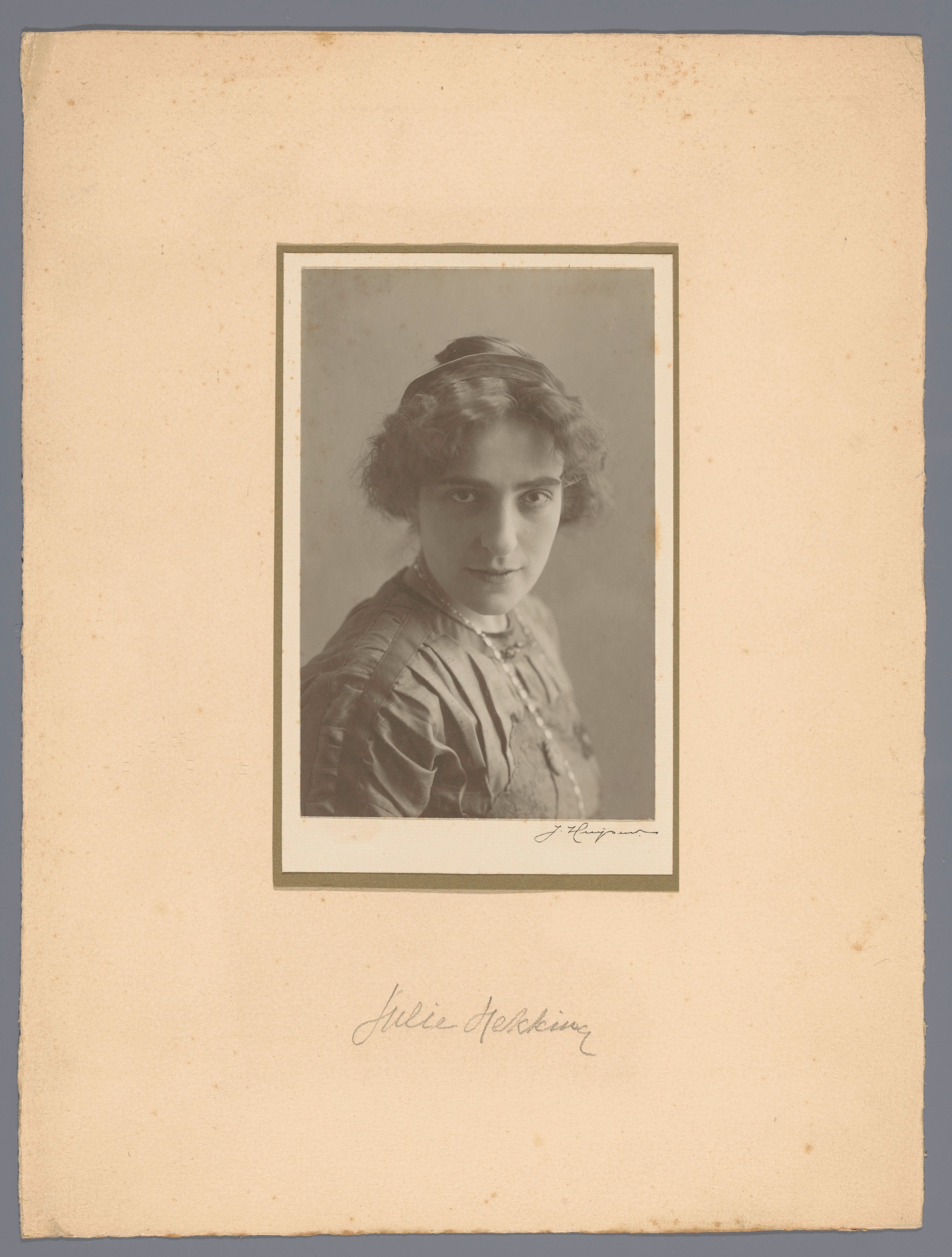
Julie Hekking

- Nederlandse Thesaurus van Auteursnamen: 404407552
- RKD-Nederlands Instituut voor Kunstgeschiedenis: 374652
- Virtual International Authority File: 168147266564035480178
- WorldCat: E39PBJjxtq4pD4GMrBBHtTbGHC